# Bernhard Plockhorst

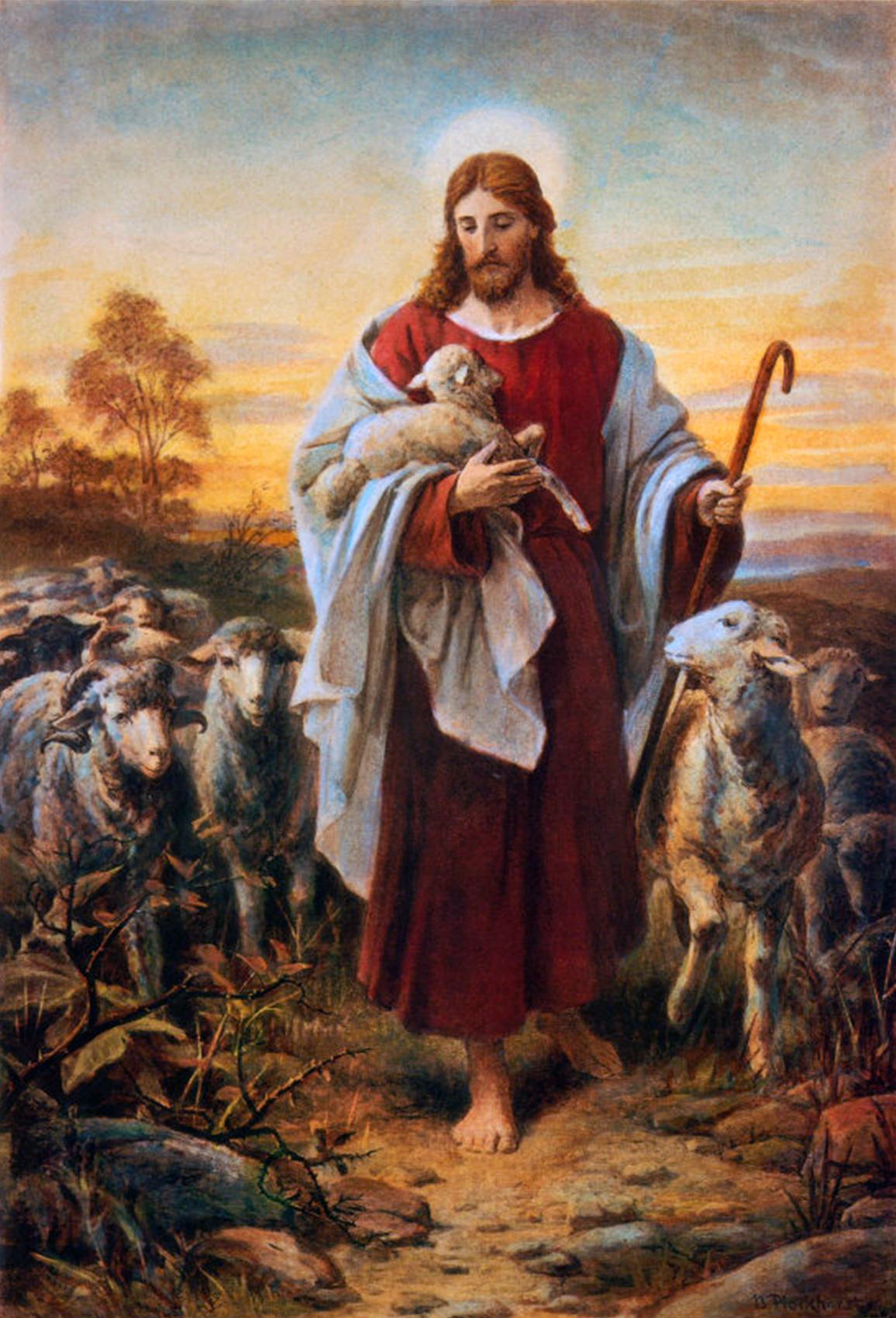
Dobry pasterz

Bernard Plockhorst (ur. 2 marca 1825 w Braunschweig – zm. 18 maja 1907 w Berlinie) – niemiecki malarz i grafik.
Autor obrazów o tematyce ewangelicznej i biblijnej, jak również wielu fresków w świątyniach katolickich, protestanckich i prawosławnych.